# Castell Cadwaladr
Castell Cadwaladr är ett slott i Storbritannien.   Det ligger i kommunen Ceredigion och riksdelen Wales, i den södra delen av landet, 290 km väster om huvudstaden London. Castell Cadwaladr ligger 139 meter över havet.
Terrängen runt Castell Cadwaladr är huvudsakligen platt, men österut är den kuperad. Havet är nära Castell Cadwaladr åt nordväst. Runt Castell Cadwaladr är det ganska glesbefolkat, med 43 invånare per kvadratkilometer. Närmaste större samhälle är Aberystwyth, 12,6 km norr om Castell Cadwaladr. Trakten runt Castell Cadwaladr består i huvudsak av gräsmarker.